# Департамент Перешейка
Департамент Перешейка (исп. Departamento del Istmo) — административная единица в составе Республики Колумбия, существовавшая в 1822—1830 годах.

## История
В конце 1821 года находившиеся на Панамском перешейке провинции Панама и Верагуас провозгласили независимость от Испании, и 9 февраля 1822 года вошли в состав Республики Колумбия. На тот момент Колумбия делилась на три департамента — Венесуэла, Кундинамарка и Кито. Новые провинции не стали включать в какой-либо из них, а создали из них указом вице-президента Сантандера четвёртый — Департамент Перешейка. Административным центром департамента стал город Панама.
Когда в 1830 году начался распад страны, то после того, как Рафаэль Урданета провозгласил себя президентом, управлявший Перешейком генерал Хосе Доминго Эспинар объявил о неподчинении центральному правительству, надеясь на возвращение к власти Боливара. В Баранкилью, где жил Боливар, была направлена делегация, призывавшая его переехать на Перешеек, взять власть в свои руки и восстановить страну. Однако Боливар отказался, и посоветовал Перешейку воссоединиться с Колумбией, что и было проделано 11 декабря.
9 июля 1831 года полковник Хуан Элихио Альсуру решил последовать примеру Венесуэлы и Колумбии, и провозгласить независимость Перешейка. Однако его грубые методы отвратили от него симпатии населения, а сам он нарушил интересы местных правящих классов. На подавление мятежа центральное правительство отправило генерала Томаса Эрреру, который захватил Альсуру и расстрелял его 29 августа. Томас Эррера был назначен генерал-комендантом Панамского перешейка, который стал частью нового государства — Республика Новая Гранада. В новом государстве департаментов уже не было, и на Панамском перешейке остались лишь провинции Панама и Верагуас, подчинённые напрямую центральному правительству.

## География
Территория Департамента Перешейка совпадала с территорией провозглашённой в 1903 году Республики Панама за тем исключением, что Колумбия претендовала и на территорию Бокас-дель-Торо, однако не имело возможности реализовать свои претензии силой и вмешаться в жизнь проживавших там индейцев.

## Административное деление
В 1824 году, в соответствии с Законом о территориальном делении Республики Колумбия, департамент был разделён на две провинции — Панама и Верагуас — которые в свою очередь делились на 10 кантонов. Департамент возглавлялся Генерал-комендантом.